# حيوي البلخي
حيوي البلخي (بالعبرية חיוי אל-בלכי) مفسر وناقد للكتاب المقدس في آواخر القرن التاسع. ولد في بلخ في فارس. كان يهوديا حسب شختر بينما قال روزنثال إنه ربما كان من طائفة مسيحية غنوصية.

## انتقاد الكتاب المقدس
ألف حيوي كتابا فيه ما يزيد عن مائتي اعتراض على الأصل الإلهي للكتاب المقدس. كان معاصرا للعالم اليهودي المشهور سعيد بن يوسف الفيومي والذي منع كتابه ورد على اعتراضاته، لكن كتاب الرد وكتاب البلخي مفقودان. بقيت بعض الاعتراضات في اقتباسات بعض المؤلفين ومنها أنه سأل لماذا فضل الله العيش بين أناس غير طاهرين بدل العيش بين ملائكة طاهرين، ولماذا طلب تضحيات وخبز القربان ولم يأكلها وطلب شمعا ولم يحتج للنور. اعترض أيضا بأن الله خان وعدا قطعه على نفسه. يشير أيضا إلى تناقضات في الكتب المقدسة ويستنتج المصدر غير الإلهي لها. اعترض أيضا على وحدانية الله.
حسب حيوي فإن مرور الإسرائيليين عبر البحر الأمر كان ظاهرة طبيعية نتيجة انحسار المد. أما إضاءة وجه موسى المذكور في سفر الخروج ففسره بجفاف جلده بعد صيام طويل. تساءل أيضا عن سبب انقطاع نزول المن على صحراء سيناء كما كان في السابق.
تشير هذه الأمثلة إلى أنه كان مشككا بالدين، وحسب كوفمان فإن ذلك يعود لمؤلفات بهلوية ضد اليهودية. ويوضح روزنثال أن كل هذه الصعوبات في الكتاب المقدس يمكن نسبتها إلى توجهات مناحيمية مثنوية. ووصف بأنه أول ناقد للكتاب المقدس.
اتفق اليهود والقراؤون على اعتباره من الهراطقة. ولم يحفظ اسمه الحقيقي (البلخي) إلا في مثال واحد لأنهم سموه الكلبي تشبيها له بالكلب.